# Desloratadin
Desloratadin je antihistaminik, ki se uporablja za zdravljenje alergij. Na tržišču je v obliki originatorskega zdravila Aerius podjetja  MSD ter več generičnih zdravil (npr. Dasselta).
Desloratadin je aktivni presnovek loratadina, ki je prav tako na tržišču prisoten antihsitaminik.

## Mehanizem delovanja
Desloratadin je nesedativen, dolgodelujoči histaminski antagonist s selektivnim antagonističnim delovanjem na periferne histaminske receptorje H1. Po peroralni uporabi selektivno zavira le periferne receptorje H1, saj učinkovina ne prehaja v osrednje živčevje. Za razliko od drugih antihistaminskih učinkovin blaži desloratadin tudi zamašenost nosu (nosno kongestijo), zlasti pri alergijskem rinitisu.

## Uporaba
Desloratadin se uporablja za lajšanje simptomov alergijskega rinitisa (vnetje nosnih poti zaradi alergije, na primer seneni nahod ali alergija na pršice) pri odraslih in mladostnikih, starih 12 let in več. Uporablja se tudi za lajšanje simptomov koprivnice.

## Neželeni učinki
Najpogostejši neželeni učinki so utrujenost, suha usta, glavobol in prebavne motnje.

## Primerjava z loratadinom
Desloratadin je poglavitni presnovek loratadina. Randomizirane in nadzorovane klinične raziskave, ki bi neposredno primerjale obe učinkovini, ne obstajajo. Bolniki, ki niso bili zadovoljni z uporabo loratadina, so v raziskavi poročali o enaki ali izboljšani zadovoljenosti z desloratadinom.
V strokovnem članku o varnosti, prenašanju, učinkovitosti, ceni in prijaznosti za bolnika učinkovite desloratadin leta 2003 so poročali, da je loratadin glede učinkovitosti primerljiv s feksofenadinom in drugimi nesedativnimi antihistaminiki, da ne obstajajo dokazi o koristih preklopa bolnikov iz loratadina na desloratadin.